# Cervello alla fiorentina
Le cervello alla fiorentina est un secondo platto (plat principal) typique de la cuisine toscane que l'on trouve principalement dans la région de Florence.

## Histoire
Cette spécialité culinaire était connue et plus répandue au XXe siècle. Elle doit son origine à l'habitude des bouchers d'utiliser toutes les parties comestibles des animaux tués pour obtenir les fameux biftecks à la florentine. Elle se marie très bien avec de la viande et des légumes frits mélangés.

## Préparation
Le plat est préparé à partir de la cervelle d'un bovin ou d'un veau adulte, qui est d'abord cuite pendant quelques minutes dans de l'eau bouillante sans sel, puis débarrassée de son revêtement protecteur externe et coupée en tranches qui seront ensuite panées et frites dans l'huile d'olive extra vierge jusqu'à coloration complète. Avant de passer à la phase de friture, les tranches peuvent être immergées plusieurs minutes dans de l'eau et du jus de citron : dans tous les cas, elles doivent être complètement séchées avant d'être panées.
Le plat est ensuite assaisonné avec l'ajout d'une pincée de sel et servi avec des tranches de citron, qui accompagnent généralement les plats principaux frits.